# Уилсон, Мишель
Мишель «Порочная крошка»  Уилсон (англ. Michelle «Evil Gal» Willson); род. 5 января 1958, Бостон, Массачусетс, США) — американская блюзовая певица, автор песен. Номинант Blues Music Awards в номинациях «Исполнительница современного блюза» (1995) . Талантливая вокалистка в стиле свинг-энд-джамп-блюз 

## Биография
Мишель Уилсон родилась в Бостоне в 1958 году.
В 1978 году она бросила обучение в Массачусетском университете и создала свою первую группу . Раннее влияние на Уилсон оказывали The Beatles, Led Zeppelin и Джоан Баэз. Позже она сформировала фанк-группу, исполнявшую песни Ареты Франклин и Чака Хан. Своё прозвище Evil Gal взято певицей из песни «Evil Gal Blues» Дины Вашингтон 
В начале 1990-х Уилсон победила на Boston Blues Challenge, а затем выиграла International Blues Competition в Мемфисе. После этого она была приглашена в Хелену, Арканзас, для участия в престижном King Biscuit Blues Festival, где её заметили. Ей предложила контракт Bullseye Blues, дочерняя компании Rounder Records, где она записала четыре альбома. После дебютного альбома 1994 года Evil Gal Blues, певица получила в 1995 году номинацию на звание лучшей исполнительницы современного блюза. За этим альбомом последовали гастроли как в США, так и в Европе, всего со своими выступлениями певица посетила 18 стран . 
После выхода альбома 2003 года, контракт с певицей не был продлён, и она вынужденно оставила карьеру: «Корпоративная поддержка исчезла, и все стало совершенно другим. Это было слишком для меня, и я не осознавала, что у меня серьёзные проблемы. И я, по сути, рухнула и сгорела на несколько лет». В 2006 году организовала группу Evil Gal Festival Orchestra и выступала с ним в США. Около 2010 года Уилсон решила сделать трибьют-шоу Дины Вашингтон, несколько раз выступила с ним, с успехом, но дальше дело не пошло. Затем она организовала свой концерт и за свой счёт выпустила концертный альбом Fortune Coookie, но он снова не был успешен. Alligator Records, куда она отправила запись, отказалась её выпускать. В 2016 году Мишель Уилсон распустила группу .  
С того времени выступает сольно и в качестве гостя у других музыкантов, например у Дьюка Робилларда (в 2020 и 2022 годах записалась на двух его альбомах ), Доктора Джона, Тони Линн Вашингтон, Даррелла Налиша, Шуга Рэя Норча. Ведёт два радиошоу в компании WICN. 
«Невозможно не быть тронутым этой исполнительницей… своим сочным, страстным и мощным голосом Уилсон может заставить подняться даже каменную статую» 
«Уилсон сочетает в себе джамп-блюз, госпел, R&B, блюз с влиянием кантри и новоорлеанский традиционный джаз…для любителей R&B на основе блюза, спетого и сыгранного с настоящим чувством и стилем, Уилсон — находка» .
Про себя Мишель Уилсон говорит как: «Мне нравится привносить джазовые влияния в музыку блюзовых корней, и мне нравится привносить влияния блюзовых корней в сложную джазовую музыку» 
Живёт в Вустере, Массачусетс. В 2019 году окончила университет, получив степень бакалавра искусств и с тех пор работает в WICN как ведущая, так и менеджером по производству.

## Дискография
- Evil Gal Blues, (1994, Bullseye Blues);
- So Emotional, (1996, Bullseye Blues);
- Tryin' To Make A Little Love, (1998, Bullseye Blues & Jazz);
- Each Day (сингл 1999, Bullseye Blues & Jazz);
- Wake Up Call, (2001, Bullseye Blues & Boogaloo);